# Saattoq (bei Nutaarmiut)
Saattoq [ˈsaːtːɔq] (nach alter Rechtschreibung Sãtoĸ) ist eine wüst gefallene grönländische Siedlung im Distrikt Upernavik in der Avannaata Kommunia.

## Lage
Saattoq befindet sich auf einer sehr kleinen gleichnamigen Insel. Südlich liegt die deutlich größere Insel Saattorsuaq. Der nächstgelegene bewohnte Ort ist Nutaarmiut zehn Kilometer westlich.

## Geschichte
Saattoq wurde vor 1887 besiedelt. In früheren Zeiten lebten die Bewohner auf mehreren kleinen Inseln der Gruppe, bevor sie sich an der späteren Stelle sammelten. Ab 1911 gehörte der Ort zur Gemeinde Tasiusaq. 1918 hatte der Saattoq 34 Einwohner, die in fünf Häusern lebten. Unter den Bewohnern war ein Katechet. Bis 1930 halbierte sich die Einwohnerzahl auf 17 Personen. Ab 1941 war die Einwohnerzahl nur noch einstellig, aber noch gut 15 Jahre blieb der Wohnplatz bestehen. Ab 1950 gehörte Saattoq zur neuen Gemeinde Upernavik. Erst 1957 wurde Saattoq endgültig verlassen.